# Fédération syndicale unifiée
Pour les articles homonymes, voir FSU.
La Fédération syndicale unifiée (FSU) était une structure syndicale représentative des personnels de la RTF créée en 1960.
Destinée à regrouper toutes les professions de l'audiovisuel public, elle fédérait quatre syndicats créés successivement l'année précédente, le Syndicat unifié des techniciens, le Syndicat unifié des administratifs (SUA), le Syndicat unifié des ouvriers (SUO) et le Syndicat unifié des personnels artistiques (SUPA). Dès 1970, c'est le premier syndicat de l'ORTF avec entre 37 % et 48 % des voix aux élections aux commissions paritaires.
En 1972, une commission paritaire associant la FSU et la CFDT est mise en place, afin de se rapprocher du Syndicat interprofessionnel radio et télévision (SIRT-CFDT), apparu en 1964, lors de la déconfessionalisation de la CFDT. Ce rapprochement est voulu par la direction de la CFDT, alors que son syndicat est jugé faible dans l'audiovisuel. L'opération a pour objectif que les sections CFDT et FSU travaillent systématiquement en commun, dans le cadre de réunions qui doivent être interprofessionnelles.
Au moment de l'éclatement de l'ORTF décidé en 1974 par Valéry Giscard d'Estaing, qu'elle juge symbolique d'une volonté d'« autodestruction », la Fédération syndicale unifiée a proposé « un contre-projet de réforme basé sur l'idée que la télévision et la radio publique devaient être d'abord et avant tout la propriété de la nation, et pas du gouvernement ». Elle s'est ensuite transformée en Syndicat unifié de la Radio-télévision (SURT-CFDT).